# Tantal
Tantal är ett sällsynt, duktilt, grått, glänsande och hårt metalliskt grundämne med mycket hög smältpunkt och hög korrosionsresistens. Tantal täcks spontant  av ett skyddande oxidskikt vilket gör att metallen inte angrips av syror. Tantal används därför bland annat i kemisk apparatur. Denna egenskap har även gjort tantal till ett sedan 1960-talet efterfrågat ämne för tillverkning av högkvalitativa elektrolytkondensatorer, tantalelektrolytkondensatorer, gemenligen i kortform kallade tantalyter. Sådana kondensatorer används i all slags utrustning med elektronik, där krav på små dimensioner motiverar deras höga pris.

## Historia och etymologi
Tantal upptäcktes år 1802 av svensken Anders Gustaf Ekeberg i två prov, ett från Ytterby gruva på Resarö i Stockholms skärgård och ett från Kimito i Egentliga Finland, då en del av det svenska riket. Namnet han gav det nya ämnet anspelar på dess kemiska egenskap: ”Sjelfva recruten bland metallerne kallar jag TANTALUM, dels för at följa bruket, som gillar namn ur Mythologien, dels för at alludera på dess oförmögenhet at, midt i öfverflödet af syra, däraf taga något åt sig och mättas.” alltså namn efter den antika mytologins Tantalos.

## Tantalit och malmmineral med tantal och niob
Ett blandmineral som innehåller betydande halt tantal är tantalit. I blandmineralet ingår ofta det järnhaltiga mineralet tantalit-(Fe), tidigare kallad ferrotantalit samt manganhalig tantalit-(Mn) (tidigare manganotantalit). Dessutom kan tantal i blandmineralet ersättas av grundämnet niob helt eller delvis som en fast lösning. Om niob överväger kallas den fasta lösningen columbit ((Fe,Mn)Nb2O6). Då det inte alltid går att på yttre kännetecken särskilja tantalit och columbit brukar de sammanfattas som coltan. 
I tantalit kan tantalhalten uppgå till 58 % och då är niobhalten minst 1,5 %. I columbit kan tantalhalten vara låg medan niobhalten kan uppgå till 54,5 %.
Den snabba ökningen av efterfrågan på tantalmineral (coltan) under 1990-talet har lett till omfattande illegal utvinning i bland annat Kongo-Kinshasa, vilket resulterat i miljöförstöring och utgjort en drivkraft till militära konflikter.
Eftersom tantal har kemiska egenskaper liknande niobs förekommer de också ofta tillsammans i malmmineral för tantal. Några exempel på sådana malmmineral utöver de två ovan nämnda är:

Mikrolit	(Ca,Na)2(Ta,Nb)2O6(OH,F)

Pyroklor	(Ca,Na)2(Nb,Ta)2O6(OH,F)

Tanteuxenit-(Y)	(Y,Ce,Ca,U,Th)(Ta,Nb,Ti)2O6

Euxenit	(Y,Ca,Ce,U,Th)(Nb,Ta,Ti)2O6

Yttrotantalit-(Y)	(Y,CaFe2+U,Th,)(Ta,Nb)O4

Samarskit	(Y,Fe3+Fe2+U,Th,Ca)(Nb,Ta)O4

Tapiolit	(Fe,Mn)(Ta,Nb)2O6

Fergusonit	REE(Nb,Ta)O4 (REE=sällsynta jordartsmetaller)

## Separation av tantal från niob
Tantalit innehåller, förutom grundämnet tantal även en varierande mängd av niob. Dessa två grundämnen är mycket lika och därmed svåra att separera. De kan dock skiljas åt med olika metoder. Traditionellt har framför allt två metoder använts. Den första bygger på att man överför niob och tantal till klorid-form (NbCl5 respektive TaCl5) varefter de skiljs och renas genom destillation. Den andra metoden bygger på fraktionerad kristallisation där metallerna överförs till fluoridform med fluorvätesyra och kaliumfluorid. Tantal bildar kaliumfluorotantalat (K2TaF7) som kristalliseras ut medan niob bildar ett oxifluoroniobat med högre löslighet som inte kristalliserar förrän pH ändras. Denna metod kom dock i mitten av 1900-talet att ersättas av metoder som bygger på vätskeextraktion. Det kan till exempel ske genom att mineral med de båda ämnena löses i till exempel fluorvätesyra, extraheras över till en organisk fas av till exempel metylisobutylketon, tributylfosfat eller 1-oktanol, och därefter selektivt extraheras tillbaka till en vattenfas och sedan fälls ut till exempel med hjälp av kaliumfluorid eller ammoniak. Denna princip har sedan vidareutvecklats till metoder där faserna separeras med membran.

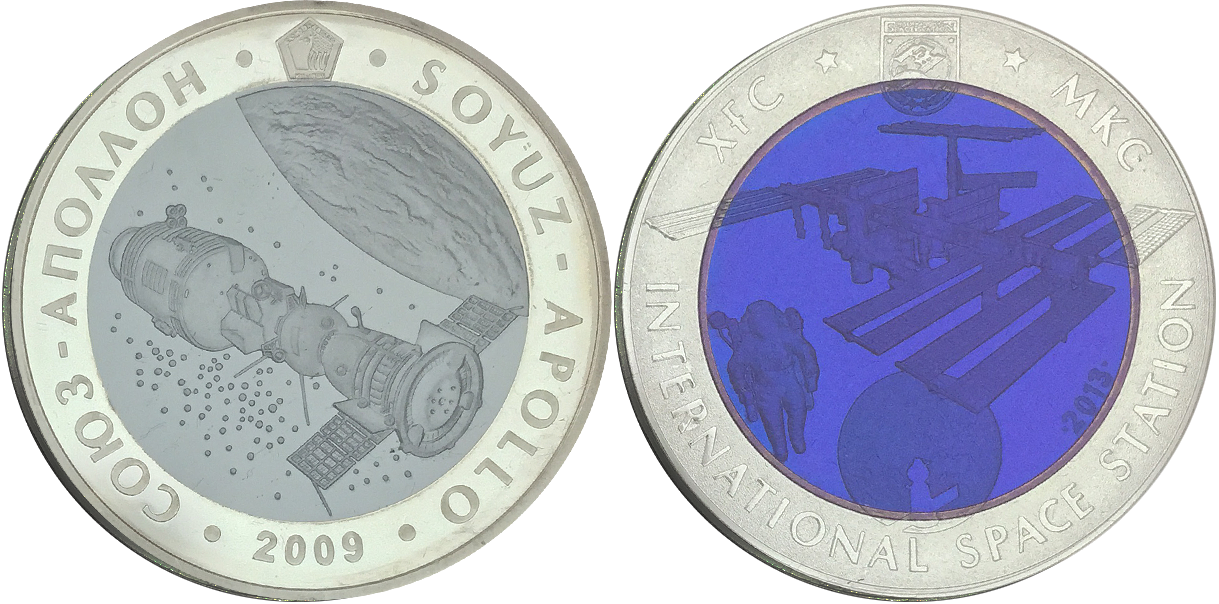
Mynt präglad av the Bank of Kazakhstan med en yttre silverkant och tantal i mitten.